# مات سالتر
مات سالتر (بالإنجليزية: Matt Salter)‏ هو لاعب اتحاد الرغبي بريطاني، ولد في 2 ديسمبر 1976 في غرينتش في المملكة المتحدة.